# Wspólny kolektor

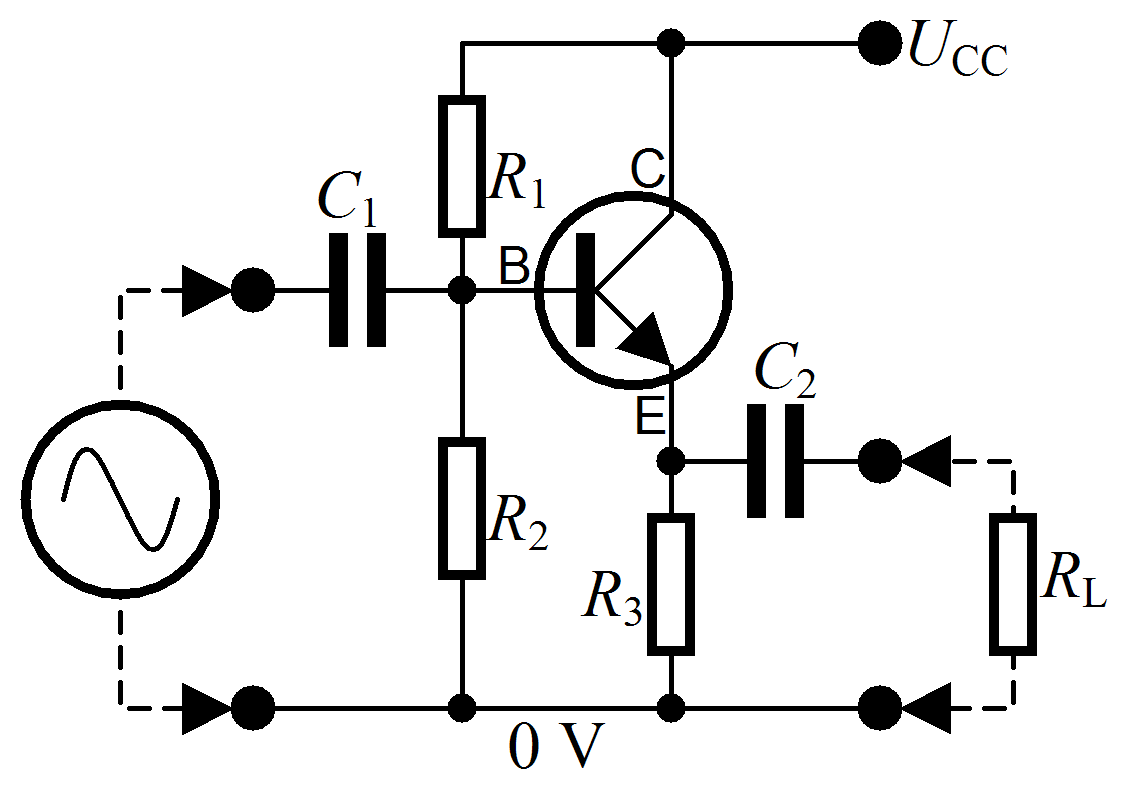
wzmacniacz prądu zmiennego ze wspólnym kolektorem
(dla sygnałów zmiennych zacisk zasilania U_{cc} ma ten sam potencjał co zacisk masy 0 V)

Wspólny kolektor – jeden z trzech podstawowych układów wzmacniaczy na tranzystorach bipolarnych, odpowiednik układów ze wspólnym drenem na tranzystorach FET i ze wspólną anodą na lampach elektronowych; pozostałe dwa układy wzmacniaczy to układy ze wspólną bazą oraz ze wspólnym emiterem.
Zasadniczą cechą tego rodzaju wzmacniaczy jest to, że wzmacniane napięcie sygnału wejściowego podawane jest pomiędzy bazę a kolektor tranzystora, natomiast sygnał po wzmocnieniu odbierany jest spomiędzy kolektora a emitera. Kolektor jest więc "wspólny" dla sygnałów wejściowego i wyjściowego - stąd nazwa układu.
Wzmacniacz ze wspólnym kolektorem ma wzmocnienie napięciowe równe jeden (ściślej: nieznacznie mniej niż jeden), wobec czego na wyjściu wzmacniacza otrzymuje się "powtórzone" napięcie z wejścia, stąd druga powszechnie używana nazwa takich wzmacniaczy - wtórnik emiterowy. Pomimo braku wzmocnienia napięciowego, wtórniki emiterowe charakteryzują się wysokim wzmocnieniem prądowym. Impedancja wejściowa wzmacniacza w tym układzie jest wysoka, a wyjściowa - niska. Układ często wykorzystywany wszędzie tam, gdzie zachodzi potrzeba wysterowania następnych stopni wzmacniacza wymagających stosunkowo dużego sygnału prądowego, np. do sterowania stopni końcowych wzmacniaczy dużej mocy. Wykorzystywany również jako stopień separujący.